# Green Bay Packers 2017
La stagione 2017 dei Green Bay Packers è stata la 98ª della franchigia nella National Football League, la 99ª complessiva e la 12ª con Mike McCarthy come capo-allenatore.
Dopo avere raggiunto la finale della NFC nella stagione precedente, i Packers non sono riusciti a migliorare il record di 10–6 del 2016, venendo eliminati dalla caccia ai playoff dopo una sconfitta nella settimana 15, mancando la post-season per la prima volta dal 2008. La squadra aveva avuto una partenza positiva vincendo quattro delle prime cinque gare ma un infortunio alla clavicola del quarterback titolare Aaron Rodgers contro i Minnesota Vikings nel sesto turno ha condizionato tutto il resto dell'anno, perdendo otto delle ultime undici gare.

## Scelte nel Draft 2017

Kevin King è stato il primo giocatore scelto da Green Bay nel Draft 2017

| Scelte dei Packers nel Draft 2017 |        |                  |       |                        |
| Giro                              | Scelta | Giocatore        | Ruolo | College                |
| 2                                 | 33     | Kevin King       | CB    | Washington             |
| 2                                 | 61     | Josh Jones       | S     | North Carolina State   |
| 3                                 | 93     | Montravius Adams | DT    | Auburn Tigers football |
| 4                                 | 108    | Vince Biegel     | LB    | Wisconsin              |
| 4                                 | 134    | Jamaal Williams  | RB    | BYU                    |
| 5                                 | 175    | DeAngelo Yancey  | WR    | Purdue                 |
| 5                                 | 182    | Aaron Jones      | RB    | UTEP                   |
| 6                                 | 212    | Kofi Amichia     | OT    | South Florida          |
| 7                                 | 238    | Devante Mays     | RB    | Utah State             |
| 7                                 | 247    | Malachi Dupre    | WR    | LSU                    |

## Staff
| Staff dei Green Bay Packers nel 2017 |
| --- |
| Organi dirigenziali - Comitato esecutivo: Green Bay Packers Board of Directors - Presidente/CEO: Mike Murphy - General manager: Ted Thompson Capo allenatore - Mike McCarthy - Capo-allenatore associato/Linebacker – Winston Moss Altri allenatori - Preparatore atletico – Mark Lovat - Assistente – Chris Gizzi - Assistente – Thadeus Jackson - Assistente – Grant Thorne Allenatori dell'attacco - Coordinatore offensivo – Edgar Bennett - Quarterback – Alex Van Pelt - Running Back – Ben Sirmans - Wide Receiver – Luke Getsy - Tight End – Brian Angelichio - Offensive Line – James Campen - Assistente Offensive Line – David Raih Allenatori della difesa - Coordinatore della difesa: Dom Capers - Defensive Line – Mike Trgovac - Assistente Defensive Front – Jerry Montgomery - Assistente Linebacker – Scott McCurley - Defensive back– Cornerback – Joe Whitt Jr. - Defensive back – Safety – Darren Perry - Controlla qualità – Tim McGarigle Allenatori dello special team - Coordinatore special team– Ron Zook - Assistente special team – Jason Simmons |

## Roster
| Roster dei Green Bay Packers nel 2017 |
| --- |
| Quarterback - 7 Brett Hundley - 12 Aaron Rodgers Running Back - 33 Aaron Jones - 32 Devante Mays - 88 Ty Montgomery - 22 Aaron Ripkowski FB - 30 Jamaal Williams Wide Receiver - 17 Davante Adams - 18 Randall Cobb - 11 Trevor Davis - 83 Jeff Janis - 87 Jordy Nelson Tight End - 84 Lance Kendricks - 89 Richard Rodgers Offensive Linemen - 69 David Bakhtiari T - 75 Bryan Bulaga T - 73 Jahri Evans G - 63 Corey Linsley C - 64 Justin McCray G - 68 Kyle Murphy T - 62 Lucas Patrick C - 78 Jason Spriggs T - 65 Lane Taylor G Defensive Linemen - 90 Montravius Adams DE - 97 Kenny Clark NT - 76 Mike Daniels DE - 91 Quinton Dial NT - 95 Ricky Jean Francois DE - 94 Dean Lowry DE Linebacker - 55 Ahmad Brooks OLB - 51 Kyler Fackrell OLB - 50 Blake Martinez ILB - 52 Clay Matthews III OLB - 98 Chris Odom OLB - 53 Nick Perry OLB - 47 Jake Ryan ILB - 48 Joe Thomas ILB Defensive Back - 29 Kentrell Brice FS - 42 Morgan Burnett SS - 21 Ha Ha Clinton-Dix FS - 25 Marwin Evans SS - 36 LaDarius Gunter CB - 28 Josh Hawkins CB - 31 Davon House CB - 27 Josh Jones SS - 20 Kevin King CB - 41 Lenzy Pipkins CB - 23 Damarious Randall CB - 24 Quinten Rollins CB Special Team - 2 Mason Crosby K - 61 Brett Goode LS - 8 Justin Vogel P Lista delle riserve - 81 Geronimo Allison WR (Sospeso) - 67 Don Barclay C (IR) - 45 Vince Biegel OLB (PUP) - 39 Demetri Goodson CB (PUP) - 40 Joe Kerridge FB (IR) - 57 David Talley OLB (IR) - 26 Herb Waters CB (IR) Squadra di allenamento - 79 Kofi Amichia G - 44 Donatello Brown CB - 6 Joe Callahan QB - 89 Michael Clark WR - 93 Reggie Gilbert OLB - 71 Izaah Lunsford DE - 49 Derrick Mathews ILB - 77 Adam Pankey T - 35 Jermaine Whitehead FS - 10 DeAngelo Yancey WR 52 attivi, 7 inattivi, 10 nella squadra di allenamento |
| Legenda - I rookie sono in corsivo. - Il primo ruolo è il principale mentre gli eventuali successivi indicano i ruoli secondari. - (IR) sta per Injured Reserve ed indica la lista ristretta per un solo giocatore infortunato che può tornare ad allenarsi dopo la settimana 6 e a rientrare in prima squadra dopo che questa ha giocato 8 partite. - (NF-Inj.) / (NF-Ill.) stanno rispettivamente per Non-Football Injured e Non-Football Illness ed indicano le liste dove viene inserito un giocatore che ha un infortunio o una malattia non dipendente dal football americano. - (PUP) sta per Physically Unable to Perform ed indica la lista dove viene inserito un giocatore mentre è in attesa di recuperare la condizione fisica. Nella stagione regolare dopo la sesta partita giocata dalla propria squadra, il giocatore ha tempo tre settimane per riprendere ad allenarsi, più tre settimane aggiuntive dal suo rientro agli allenamenti per rientrare in prima squadra. |

## Calendario

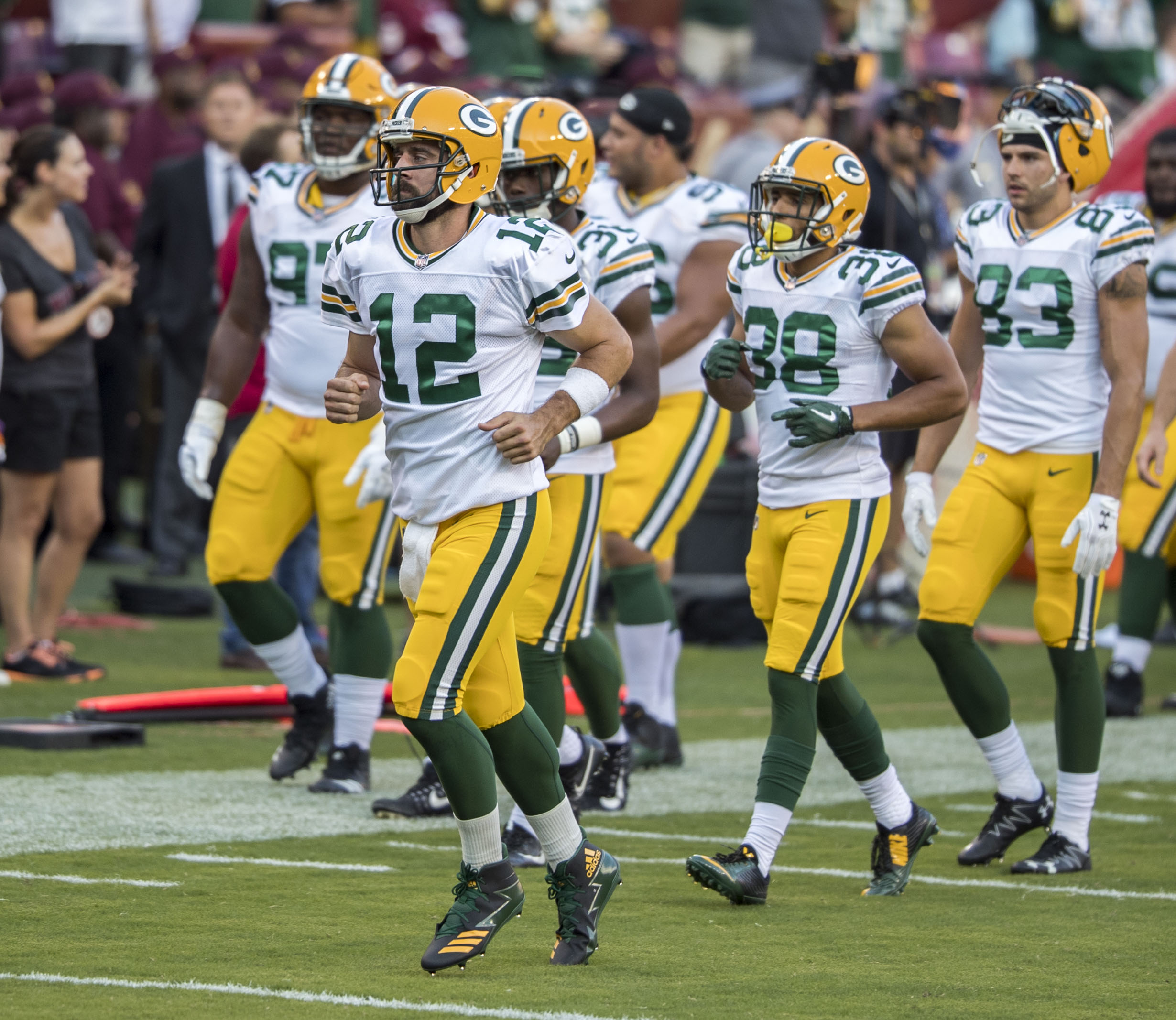
Aaron Rodgers e gli altri giocatori dei Packers nella pre-stagione 2017

Il calendario della stagione è stato annunciato il 20 aprile 2017.
| 1  | 10/9               | Seattle Seahawks       | V 17–9             | 1–0                | Lambeau Field           | Recap              |                    |                    |
| 2  | 17/9               | at Atlanta Falcons     | S 23–34            | 1–1                | Mercedes-Benz Stadium   | Recap              |                    |                    |
| 3  | 24/9               | Cincinnati Bengals     | V 27–24 (DTS)      | 2–1                | Lambeau Field           | Recap              |                    |                    |
| 4  | 28/9               | Chicago Bears          | V 35–14            | 3–1                | Lambeau Field           | Recap              |                    |                    |
| 5  | 8/10               | at Dallas Cowboys      | V 35–31            | 4–1                | AT&T Stadium            | Recap              |                    |                    |
| 6  | 15/10              | at Minnesota Vikings   | S 10–23            | 4–2                | U.S. Bank Stadium       | Recap              |                    |                    |
| 7  | 22/10              | New Orleans Saints     | S 17–26            | 4–3                | Lambeau Field           | Recap              |                    |                    |
| 8  | Settimana di pausa | Settimana di pausa     | Settimana di pausa | Settimana di pausa | Settimana di pausa      | Settimana di pausa | Settimana di pausa | Settimana di pausa |
| 9  | 6/11               | Detroit Lions          | S 17–30            | 4–4                | Lambeau Field           | Recap              |                    |                    |
| 10 | 12/11              | at Chicago Bears       | V 23–16            | 5–4                | Soldier Field           | Recap              |                    |                    |
| 11 | 19/11              | Baltimore Ravens       | S 0–23             | 5–5                | Lambeau Field           | Recap              |                    |                    |
| 12 | 26/11              | at Pittsburgh Steelers | S 28–31            | 5–6                | Heinz Field             | Recap              |                    |                    |
| 13 | 3/12               | Tampa Bay Buccaneers   | V 26–20 (DTS)      | 6–6                | Lambeau Field           | Recap              |                    |                    |
| 14 | 10/12              | at Cleveland Browns    | V 27–21 (DTS)      | 7–6                | FirstEnergy Stadium     | Recap              |                    |                    |
| 15 | 17/12              | at Carolina Panthers   | S 24–31            | 7–7                | Bank of America Stadium | Recap              |                    |                    |
| 16 | 23/12              | Minnesota Vikings      | S 0–16             | 7–8                | Lambeau Field           | Recap              |                    |                    |
| 17 | 31/12              | at Detroit Lions       | S 11–35            | 7–9                | Ford Field              | Recap              |                    |                    |

## Classifiche

### Conference
| Classifica della NFC 2017                                | Classifica della NFC 2017  | Classifica della NFC 2017 | Classifica della NFC 2017 | Classifica della NFC 2017 | Classifica della NFC 2017 | Classifica della NFC 2017 | Classifica della NFC 2017 | Classifica della NFC 2017 | Classifica della NFC 2017 | Classifica della NFC 2017 | Classifica della NFC 2017 | Classifica della NFC 2017 |
| #                                                        | Squadra                    | Division                  | V                         | P                         | N                         | %                         | DIV                       | CONF                      | PF                        | PS                        | D                         | STR                       |
| -------------------------------------------------------- | -------------------------- | ------------------------- | ------------------------- | ------------------------- | ------------------------- | ------------------------- | ------------------------- | ------------------------- | ------------------------- | ------------------------- | ------------------------- | ------------------------- |
| Vincitori delle division                                 |                            |                           |                           |                           |                           |                           |                           |                           |                           |                           |                           |                           |
| 1                                                        | xyz* – Philadelphia Eagles | East                      | 13                        | 3                         | 0                         | 81,3%                     | 5-1                       | 10-2                      | 457                       | 295                       | 162                       | P-1                       |
| 2                                                        | xyz – Minnesota Vikings    | North                     | 13                        | 3                         | 0                         | 81,3%                     | 5-1                       | 10-2                      | 382                       | 252                       | 130                       | V-3                       |
| 3                                                        | xy – Los Angeles Rams      | West                      | 11                        | 5                         | 0                         | 68,8%                     | 4-2                       | 7-5                       | 478                       | 329                       | 149                       | P-1                       |
| 4                                                        | xy – New Orleans Saints    | South                     | 11                        | 5                         | 0                         | 68,8%                     | 4-2                       | 8-4                       | 448                       | 326                       | 122                       | P-1                       |
| Wild Card                                                |                            |                           |                           |                           |                           |                           |                           |                           |                           |                           |                           |                           |
| 5                                                        | xw – Carolina Panthers     | South                     | 11                        | 5                         | 0                         | 68,8%                     | 3-3                       | 7-5                       | 363                       | 327                       | 36                        | P-1                       |
| 6                                                        | xw – Atlanta Falcons       | South                     | 10                        | 6                         | 0                         | 62,5%                     | 4-2                       | 9-3                       | 353                       | 315                       | 38                        | V-1                       |
| Non qualificate per i playoff                            |                            |                           |                           |                           |                           |                           |                           |                           |                           |                           |                           |                           |
| 7                                                        | Detroit Lions              | North                     | 9                         | 7                         | 0                         | 56,3%                     | 5-1                       | 8-4                       | 410                       | 376                       | 34                        | V-1                       |
| 8                                                        | Seattle Seahawks           | West                      | 9                         | 7                         | 0                         | 56,3%                     | 4-2                       | 7-5                       | 366                       | 332                       | 34                        | P-1                       |
| 9                                                        | Dallas Cowboys             | East                      | 9                         | 7                         | 0                         | 56,3%                     | 5-1                       | 7-5                       | 354                       | 332                       | 22                        | V-1                       |
| 10                                                       | Arizona Cardinals          | West                      | 8                         | 8                         | 0                         | 50%                       | 3-3                       | 5-7                       | 295                       | 361                       | -66                       | V-2                       |
| 11                                                       | Green Bay Packers          | North                     | 7                         | 9                         | 0                         | 43,8%                     | 2-4                       | 5-7                       | 320                       | 384                       | -64                       | P-3                       |
| 12                                                       | Washington Redskins        | East                      | 7                         | 9                         | 0                         | 43,8%                     | 1-5                       | 5-7                       | 342                       | 388                       | -46                       | P-1                       |
| 13                                                       | San Francisco 49ers        | West                      | 6                         | 10                        | 0                         | 37,5%                     | 1-5                       | 3-9                       | 331                       | 383                       | -52                       | V-5                       |
| 14                                                       | Tampa Bay Buccaneers       | South                     | 5                         | 11                        | 0                         | 31,3%                     | 1-5                       | 3-9                       | 335                       | 382                       | -47                       | V-1                       |
| 15                                                       | Chicago Bears              | North                     | 5                         | 11                        | 0                         | 31,3%                     | 0-6                       | 1-11                      | 264                       | 320                       | -56                       | P-1                       |
| 16                                                       | New York Giants            | East                      | 3                         | 13                        | 0                         | 18,8%                     | 1-5                       | 1-11                      | 246                       | 388                       | -142                      | V-1                       |
| Legenda                                                  |                            |                           |                           |                           |                           |                           |                           |                           |                           |                           |                           |                           |
| w — Qualificata ai playoff come wild card                |                            |                           |                           |                           |                           |                           |                           |                           |                           |                           |                           |                           |
| x — Qualificata ai playoff                               |                            |                           |                           |                           |                           |                           |                           |                           |                           |                           |                           |                           |
| y — Vincitrice della division                            |                            |                           |                           |                           |                           |                           |                           |                           |                           |                           |                           |                           |
| z — Qualificata direttamente al secondo turno di playoff |                            |                           |                           |                           |                           |                           |                           |                           |                           |                           |                           |                           |
| * — Vantaggio del fattore campo nei playoff              |                            |                           |                           |                           |                           |                           |                           |                           |                           |                           |                           |                           |

## Leader della squadra
| Statistica             | Giocatore                   | N.    |
| ---------------------- | --------------------------- | ----- |
| Yard passate           | Brett Hundley               | 1.836 |
| Touchdown passati      | Aaron Rodgers               | 16    |
| Yard corse             | Jamaal Williams             | 556   |
| Touchdown su corsa     | Aaron Jones Jamaal Williams | 4     |
| Ricezioni              | Davante Adams               | 74    |
| Yard ricevute          | Davante Adams               | 885   |
| Touchdown su ricezione | Davante Adams               | 10    |
| Yard su rit. kickoff   | Trevor Davis                | 707   |
| Yard su rit. punt      | Trevor Davis                | 278   |
| Tackle                 | Blake Martinez              | 144†  |
| Sack                   | Clay Matthews III           | 8.5   |
| Intercetti             | Damarious Randall           | 4     |

† Leader stagionale NFL

## Premi individuali

### Pro Bowler
Nessun giocatore dei Packers è stato inizialmente convocato per il Pro Bowl 2018. In seguito sono stati chiamati il defensive tackle Mike Daniels, al posto dell'infortunato Aaron Donald, e il wide receiver Davante Adams, al posto di Julio Jones.

### Premi settimanali e mensili
- Aaron Rodgers:

giocatore offensivo della NFC della settimana 5
- Aaron Jones:

rookie della settimana 5
running back della settimana 7
rookie della settimana 7
- Dean Lowry:

difensore della NFC della settimana 13
- Jamaal Williams:

running back della settimana 13
rookie della settimana 14
- Trevor Davis

giocatore degli special team della NFC della settimana